# Аштар-Кемош
Аштар-Кемош (/ˈæʃtɑːr ˈkiːmɒʃ/; моавитский: 𐤏𐤔𐤕𐤓𐤟𐤊𐤌𐤔 ‘Ištar-Kamāš) — богиня, которой поклонялись древние моавитяне. Она упоминается на стеле Меша как женский аналог Кемоша. Она может быть идентична Астарте и Ашере.
Моавитский царь Меша принес богине в жертву жителей города Небо после захвата. Перед этим была захвачена и вырезана область Матарофа. Всего для ублажения божества было истреблено 7 тысяч человек. На их место были заселены моавитские колонисты.